# Палажченко Павло Русланович
Па́вло Русла́нович Пала́жченко (нар. 17 березня 1949, смт Моніно, Московська область) — радянський й російський перекладач, який тривалий час працював із Михайлом Горбачовим та Едуардом Шеварднадзе; політичний аналітик, автор кількох книг і великої кількості публікацій у російських та закордонних ЗМІ. Володіє англійською, французькою, іспанською, італійською та німецькою мовами. Нині є керівником відділу міжнародних зв'язків і контактів із пресою у «Горбачов-Фонді». Одружений, виховує дочку. Син від першого шлюбу — Микола Палажченко.

## Написання й вимова прізвища
У російській мові поєднання букв жч у прізвищі Палажченко вимовляється як [щ]. Наголос на другому складі, хоча носії англійської мови часто ставлять його на третій склад. В англомовній пресі зустрічається написання як Palazhchenko, так і Palazchenko.

## Біографія

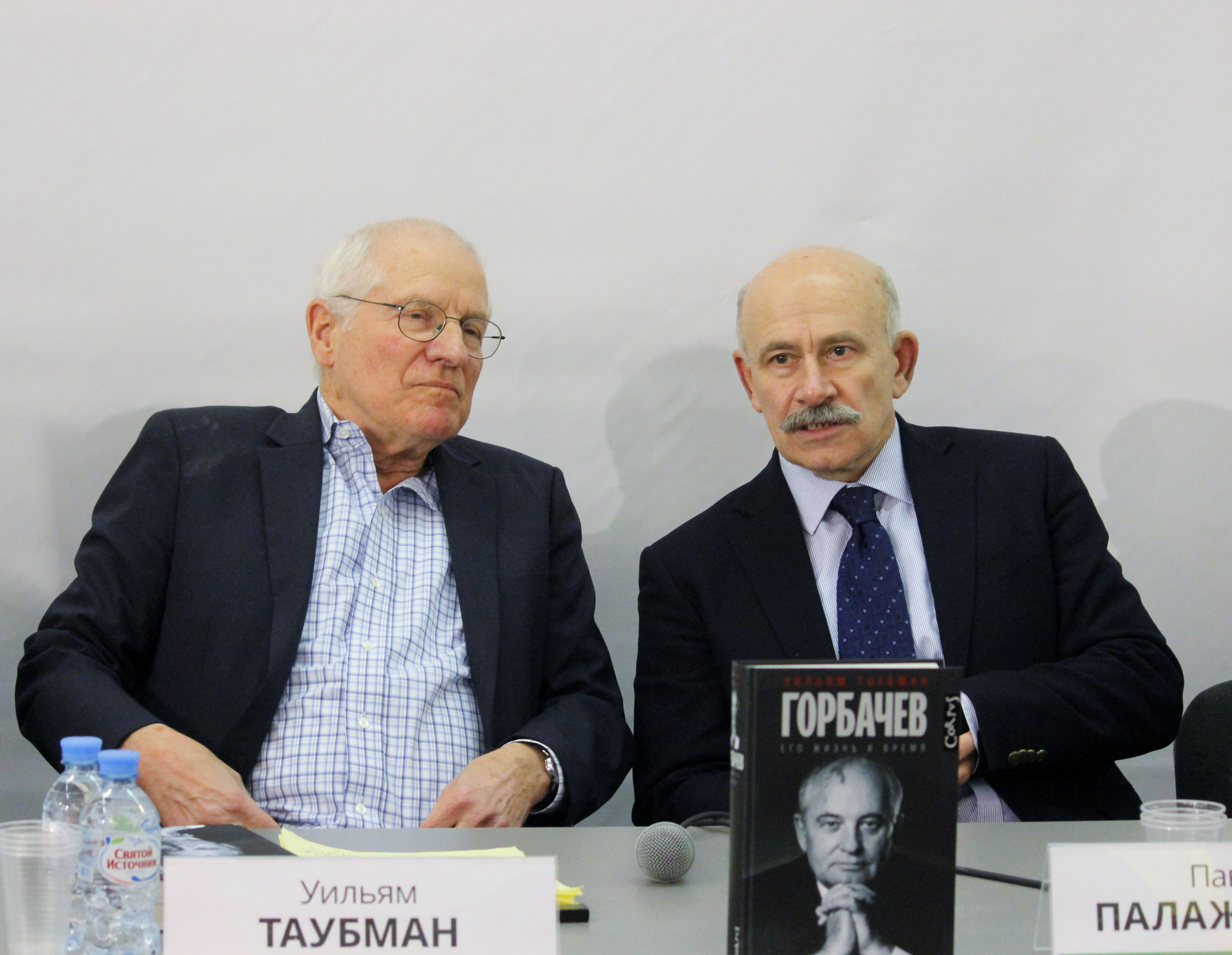
Палажченко з Вільямом Таубманом на Non/fictio№ 20, 2018 р.

Палажченко (у центрі) з Рональдом Рейганом і Михайлом Горбачовим на Саміті в Рейк'явіку, Ісландія, 1986 р.

Павло Палажченко почав вивчати англійську мову у віці приблизно восьми років з ініціативи своєї матері, вчительки англійської мови загальноосвітньої школи. Спочатку заняття його обтяжували, однак у віці 12—13 років Павло захопився творчістю групи The Beatles і почав слухати радіостанції «Голос Америки» та BBC. Відтоді, за його словами, у нього з англійською мовою «почався роман, який триває й донині».
Одночасно із захопленням англійською мовою у Павла Палажченко виникає інтерес до політики. Його політичні погляди почали формуватися в період «хрущовської відлиги» — здебільшого під впливом тогочасних газет і журналу «Новый мир», який публікував твори Олександра Солженіцина й критикував соціалістичну дійсність.
У 1966 р. Павло Палажченко вступив, а в 1972 р. — закінчив Московський державний інститут іноземних мов ім. Мориса Тореза (нині Московський державний лінгвістичний університет). На останньому курсі інституту був запрошений на Курси перекладачів ООН і успішно закінчив їх. По закінченні Курсів його очікувала робота в ООН, однак за тогочасними правилами він не міг виїхати за кордон, будучи неодруженим. Тому впродовж року Павло Палажченко займався у своєму інституті перекладацькою й викладацькою діяльністю.
У 1974–1979 роках працював у російській секції служби усного перекладу Секретаріату ООН. У серпні 1978 р. у нього народився син — у майбутньому куратор і арт-менеджер Микола Палажченко.
У 1980–1990 роках працював в МЗС СРСР, спершу у відділі перекладів, згодом у відділі США й Канади. У цей період брав участь у переговорах про скорочення звичайних озброєнь у Відні, у переговорах про скорочення балістичних ракет середньої дальності в Женеві (1980—1983 рр.), у стокгольмській Конференції із заходів щодо укріплення довіри й безпеки та роззброєнню в Європі (1984), на міжнародних конференціях, сесіях Генеральної Асамблеї ООН.
У січні-грудні 1991 р. працював в апараті Президента СРСР.
З 1985 р. був перекладачем Михайла Горбачова і міністра іноземних справ Едуарда Шеварднадзе. Брав участь у всіх радянсько-американських зустрічах на вищому рівні у 1985—1991 рр.
З 1992 р. працює у Міжнародному суспільному фонді соціально-економічних і політологічних досліджень («Горбачов-Фонд»). У теперішній час — керівник служби міжнародних зв'язків і контактів із пресою.
Був членом редколегії й автором перекладацького журналу «Мосты» із самого його заснування у 2004 році. У 2018 році внаслідок конфлікту з головним редактором Віктором Ланчиковим кілька членів редколегії, включаючи Палажченко, покинули її.
З 2006 року співпрацює з компанією «Синхрон-плюс» як викладач синхронного й послідовного перекладу.
Як синхронний перекладач працює в ООН, Раді Європи, на міжнародних конференціях у Росії й за кордоном.

## Публікації
Є автором великої кількості публікацій на політичні теми у таких виданнях, як-от «Новая газета», «Грани.ру», «Избранное» тощо. Регулярно публікується на сайті «Горбачов-Фонду», а також на сайті Асоціації лексикографів Lingvo, де в нього є персональний форум.
З лютого 2007 року має власний сайт.

## Книги
«Мир перевода-1, или Вечный путь к взаимопониманию» (спільно з А. П. Чужакіним); видавництво «Валент».
У 1999 році у видавництві «Валент» у серії «Мир перевода» вийшла книга Павла Палажченко «Все познается в сравнении, или Несистематический словарь трудностей, тонкостей и премудростей английского языка в сопоставлении с русским». Книга витримала кілька накладів. У 2002 році у видавництві «Р. Валент» вийшов значно розширений й доповнений варіант цієї книги — «Мой несистематический словарь». У 2005 році у тому ж видавництві вийшов «Несистематический словарь-2005» — книга, схожа за структурою з «Моим несистематическим словарем», але досконаліша за змістом. У її основу покладено матеріали з персонального форуму Павла Палажченко на сайті Асоціації лексикографів Lingvo.
У 1997 році у США видавництво Penn State Press видало книгу Павла Палажченко «My Years with Gorbachev and Shevardnadze». Рецензії на цю книгу опубліковані в газетах «Вашингтон пост», Wall Street Journal, New York Review of Books, журналі Foreign Policy, багатьох других виданнях.